# Jarmo Sandelin
Jarmo Sandelin (født 10. maj 1967 i Finland) er en svensk golfspiller, der (pr. september 2010) står noteret for otte sejre gennem sin professionelle karriere. 
Sandelin har en gang, i 1999, repræsenteret det europæiske hold ved Ryder Cup.